# 安塔拉哈
安塔拉哈(Antalaha)是馬達加斯加的城市，由薩瓦區負責管轄，距離首都塔那那利佛1,449公里，海拔高度88米，40%人口是農民，主要農產品有香草、丁香和稻米，2001年人口約75,000。
14°53′S 50°17′E / 14.883°S 50.283°E